# 수영 세계 기록 목록

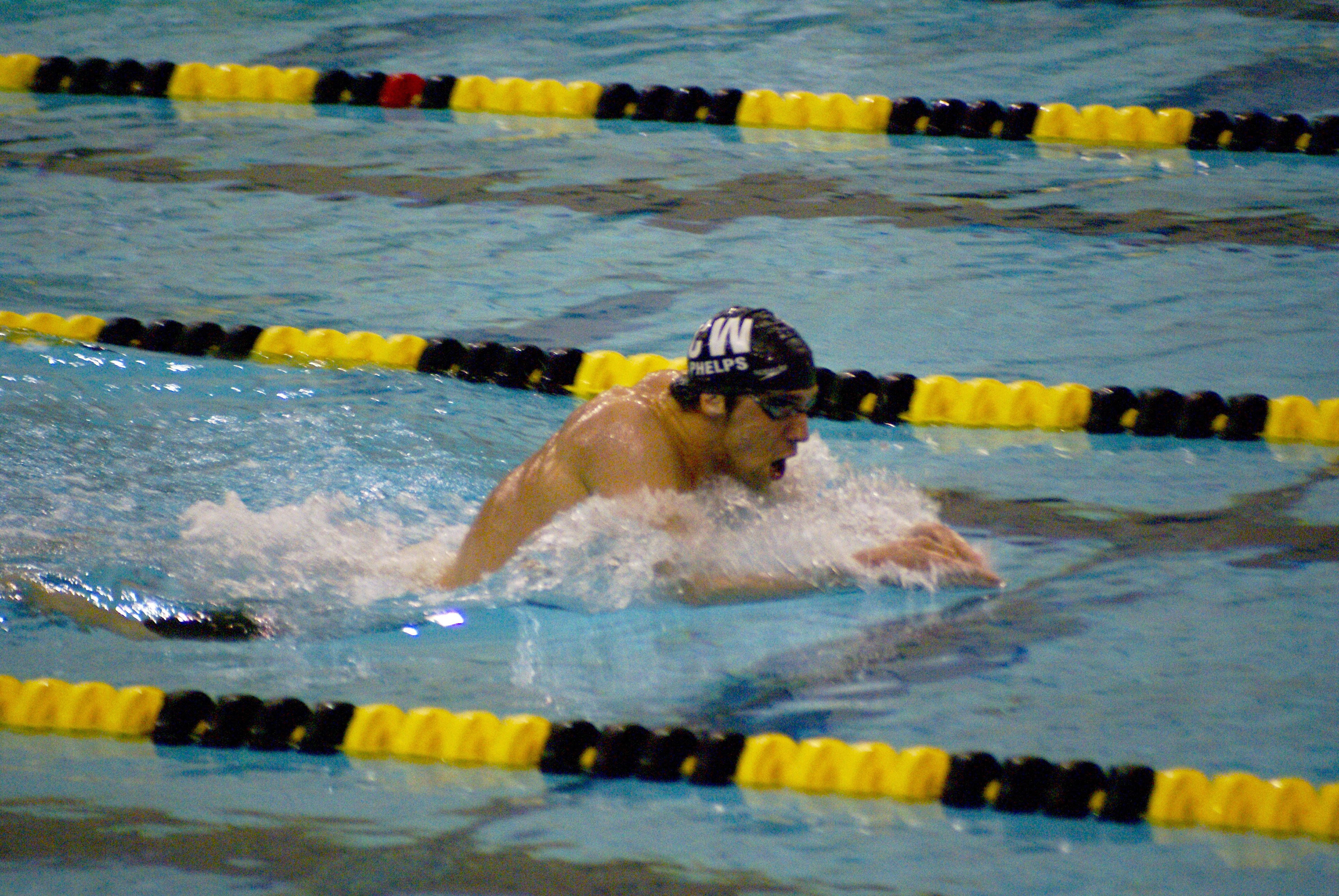
가장 많은 세계 기록인 일곱 개를 보유한 마이클 펠프스

수영 세계 기록은 국제 수영 연맹 (FINA)에서 관리하고 공인한다. 기록은 남여별 그리고 롱 코스(50m)와 쇼트 코스(25m) 수영장별로 나뉘어 집계된다. 국제 수영 연맹이 공인하는 종목은 다음과 같다.
롱 코스 세계 기록은 쇼트 코스 기록에 비해 훨씬 오래전부터 집계 되기 시작했고, 더 높은 평가를 받는다. 롱 코스 기록은 1900년대 초부터 집계되었다. (평영에서 갈라져 나온 배영은 그 보다 뒤였다.) 국제 수영 연맹 (FINA)은 1991년 3월 처음으로 쇼트 코스 기록을 공인하기 시작했다.
기록 인증 절차는 국제 수영 연맹 규칙 SW12에 설명되어 있다. 기록을 공인받기 위해서는 계측 장치의 정확성과 수영장의 길이를 증명하는 서류를 제출해한다. 또한 수영복이 규칙에 위반되지 않았으며 수영 선수가 도핑 테스트를 통과했다는 증빙 서류도 필요하다. 개인 경기의 레이스 도중 나온 기록과 계영 경기 첫 영자의 기록도 공인 기록으로 인정받는다. 아직 완전히 인증이 되지 않은 기록은 아래 표에서‘#’부호로 표시되어 있다.
현 기록의 대부분은 2008년 2월부터 2009년 12월사이에 전신수영복이나 폴리우레탄으로 만든 수영복을 입은 선수들에 의해 세워졌다. 그리고 2009년 로마에서 열린 2009년 세계 수영 선수권 대회에서 올림픽의 5가지 수상경기를 관리하는 단체가 전신수영복과 직물 외로 만든 수영복의 사용을 2010년 1월 1일부터 전부 금지하기로 결정을 내렸다.
- 자유형 : 50m, 100m, 200m, 400m, 800m, 1500m
- 배영 : 50m, 100m, 200m
- 평영 : 50m, 100m, 200m
- 접영 : 50m, 100m, 200m
- 개인 혼영 :100m(쇼트 코스), 200m, 400m
- 계영 : :400m, 800m
- 혼계영 : 400m

## 롱 코스(50m)

### 남자
| #             | 종목        | 기록         | 선수                                                                                      | 나라           | 날짜         | 대회명                       | 개최지                | 경기장                | 주석 및 기타 | 동영상                          |  |
| 자유형        |             |              |                                                                                           |                |              |                              |                       |                       |              |                                 |  |
| 01            | 50m         | 20초 91      | 세자르 시엘루 필류                                                                        | 브라질         | 2009. 12. 18 | 오픈 토너먼트                | 브라질 상파울루       |                       | [ 2 ]        |                                 |  |
| 02            | 100m        | 46초 40      | 판 잔레                                                                                   | 중화인민공화국 | 2024. 07. 31 | 올림픽 게임                  | 프랑스 파리           |                       |              |                                 |  |
| 03            | 200m        | 1분 42초 00  | 파울 비더만                                                                               | 독일           | 2009. 07. 28 | 제13회 세계 수영 선수권 대회 | 이탈리아 로마         | 포로 이탈리코 수영장  |              |                                 |  |
| 04            | 400m        | 3분 40초 07  | 파울 비더만                                                                               | 독일           | 2009. 07. 26 | 제13회 세계 수영 선수권 대회 | 이탈리아 로마         | 포로 이탈리코 수영장  |              |                                 |  |
| 05            | 800m        | 7분 32초 12  | 장린                                                                                      | 중화인민공화국 | 2009. 07. 29 | 제13회 세계 수영 선수권 대회 | 이탈리아 로마         | 포로 이탈리코 수영장  |              |                                 |  |
| 06            | 1500m       | 14분 30초 67 | 로버트 핑크                                                                               | 미국           | 2024. 08. 04 | 올림픽 게임                  | 프랑스 파리           | 파리 라데팡스 아레나  |              |                                 |  |
| 배영          |             |              |                                                                                           |                |              |                              |                       |                       |              |                                 |  |
| 07            | 50m         | 23초 55      | 클레멘트 콜스니코프                                                                       | 러시아         | 2023. 07. 27 | 러시안컵                     | 러시아 카잔, 러시아   |                       |              |                                 |  |
| 08            | 100m        | 51초 60      | 토마스 체코니                                                                             | 이탈리아       | 2022. 06. 20 | 세계 수영 선수권 대회        | 헝가리 부다페스트     | 수영장"다뉴브 아레나" | [ 3 ]        |                                 |  |
| 09            | 200m        | 1분 51초 92  | 에런 피어솔                                                                               | 미국           | 2009. 07. 31 | 제13회 세계 수영 선수권 대회 | 이탈리아 로마         | 포로 이탈리코 수영장  |              |                                 |  |
| 평영          |             |              |                                                                                           |                |              |                              |                       |                       |              |                                 |  |
| 10            | 50m         | 25초 95      | 애덤 피티                                                                                 | 영국           | 2017. 07. 25 | 제13회 세계 수영 선수권 대회 | 헝가리 부다페스트     | 수영장"다뉴브 아레나  | [ 4 ]        | [ 5 ]                           |  |
| 11            | 100m        | 56초 88      | 애덤 피티                                                                                 | 영국           | 2019. 07. 21 | 제13회 세계 수영 선수권 대회 | 대한민국 광주광역시   | 포로 이탈리코 수영장  | [ 6 ]        | [ 7 ]                           |  |
| 12            | 200m        | 2분 05초 48  | 진해양                                                                                    | 중화인민공화국 | 2023. 07. 28 | 세계 수영 선수권 대회        | 일본 후쿠오카         |                       |              |                                 |  |
| 접영          |             |              |                                                                                           |                |              |                              |                       |                       |              |                                 |  |
| 13            | 50m         | 22초 27      | 안드리 고보로프                                                                           | 우크라이나     | 2018. 07.01  | 세떼 콜리 트로피             | 이탈리아 로마         |                       | [ 8 ]        |                                 |  |
| 14            | 100m        | 49초 45      | 케일럽 드레슬                                                                             | 미국           | 2021. 07. 31 | 2020년 하계 올림픽           | 일본 도쿄             | 도쿄 아쿠아틱스 센터  |              |                                 |  |
| 15            | 200m        | 1분 50초 34  | 밀라크 크리슈토프                                                                         | 헝가리         | 2022. 06. 21 | 세계 수영 선수권 대회        | 헝가리 부다페스트     | 수영장"다뉴브 아레나" | [ 9 ]        | 보관됨 2022-06-22 - 웨이백 머신 |  |
| 개인혼영      |             |              |                                                                                           |                |              |                              |                       |                       |              |                                 |  |
| 16            | 200m        | 1분 52초 69  | 레옹 마르샹                                                                               | 프랑스         | 2025. 7. 30  | 2025년 세계 수영 선수권 대회 | 싱가포르              | 싱가포르 스포츠 허브  | [ 10 ]       |                                 |  |
| 17            | 400m        | 4분 02초 50  | 레옹 마르샹                                                                               | 프랑스         | 2023. 07. 23 | 제29회 하계 올림픽           | 일본 후쿠오카         |                       |              |                                 |  |
| 계영 / 혼계영 |             |              |                                                                                           |                |              |                              |                       |                       |              |                                 |  |
| 18            | 계영 400m   | 3분 08초 24  | 마이클 펠프스(47.51) 개릿 웨버게일(47.02) 컬런 존스(47.65) 제이슨 리잭(46.06)             | 미국           | 2008. 08. 11 | 제29회 하계 올림픽           | 중화인민공화국 베이징 |                       | [ 11 ]       |                                 |  |
| 19            | 계영 800m   | 6분 58초 55  | 마이클 펠프스(1:44.49) 리키 베런스(1:44.13) 데이비드 월터스(1:45.47) 라이언 록티(1:44.46) | 미국           | 2009. 07. 31 | 제13회 세계 수영 선수권 대회 | 이탈리아 로마         | 포로 이탈리코 수영장  |              |                                 |  |
| 20            | 혼계영 400m | 3분 26초 78  | 라이언 머피 (52.31) 마이클 앤드레(58.49)) 케일럽 드레슬(49.03) 잭 애플(46.95)             | 미국           | 2021. 08. 1  | 올림픽 게임                  | 일본 도쿄             |                       | [ 12 ]       |                                 |  |

### 여자
| #             | 종목        | 기록           | 선수                                                                                  | 나라           | 날짜         | 대회명                               | 개최지                | 경기장               | 주석 및 기타 | 동영상 |
| 자유형        |             |                |                                                                                       |                |              |                                      |                       |                      |              |        |
| 01            | 50m         | 23초 61        | 사라 셰스트룀                                                                         | 스웨덴         | 2023. 7. 29  | 세계 수영 선수권 대회                | 일본 후쿠오카         | 후쿠오카 컨벤션 센터 |              |        |
| 02            | 100m        | 52초 07        | 브리타 슈테펜                                                                         | 독일           | 2009. 07. 31 | 제13회 세계 수영 선수권 대회         | 이탈리아 로마         | 포로 이탈리코 수영장 |              |        |
| 03            | 200m        | 1분 52초 98    | 페데리카 펠레그리니                                                                   | 이탈리아       | 2009. 07. 29 | 제13회 세계 수영 선수권 대회         | 이탈리아 로마         | 포로 이탈리코 수영장 |              |        |
| 04            | 400m        | 3분 54초 18    | 서머 매킨토시                                                                         | 캐나다         | 2025. 06. 07 | 예선 대회                            | 캐나다 빅토리아       |                      | [ 13 ]       |        |
| 05            | 800m        | 8분 04초 12    | 케이티 러데키                                                                         | 미국           | 2025. 05. 3  | TYR 프로 스윔 시리즈.                | 미국 포트로더데일     |                      | [ 14 ]       |        |
| 06            | 1500m       | 15분 20초 48   | 케이티 러데키                                                                         | 미국           | 2018. 5. 16  | TYR 프로 스윔 시리즈.                | 미국 인디애나폴리스   |                      | [ 15 ]       |        |
| 배영          |             |                |                                                                                       |                |              |                                      |                       |                      |              |        |
| 07            | 50m         | 26초 86        | 케일리 매큐언                                                                         | 오스트레일리아 | 2023. 10. 20 | FINA 수영 월드컵                     | 헝가리 부다페스트     |                      |              |        |
| 08            | 100m        | 57초 13        | 리건 스미스                                                                           | 미국           | 2024. 06. 18 | 미국 올림픽 재판                     | 미국 인디애나폴리스   |                      |              |        |
| 09            | 200m        | 2분 03초 14    | 케일리 매큐언                                                                         | 오스트레일리아 | 2023. 03. 10 | 뉴사우스웨일스주 주 선수권 대회      | 오스트레일리아 시드니 |                      | [ 16 ]       |        |
| 평영          |             |                |                                                                                       |                |              |                                      |                       |                      |              |        |
| 10            | 50m         | 29초 16 †      | 루타 메일루티테                                                                       | 리투아니아     | 2023. 7. 30  | 세계 수영 선수권 대회                | 일본 후쿠오카         | 후쿠오카 컨벤션 센터 | [ 17 ]       |        |
| 11            | 100m        | 1분 04초 45    | 제시카 하디                                                                           | 미국           | 2009. 08. 07 | US 오픈                              | 미국 페더럴웨이       |                      | [ 17 ]       |        |
| 12            | 200m        | 2분 17초 55    | 에브게니아 치쿠노바                                                                   | 러시아         | 2023. 04. 21 | 러시아 선수권 대회                   | 러시아, 카잔          |                      | [ 18 ]       |        |
| 접영          |             |                |                                                                                       |                |              |                                      |                       |                      |              |        |
| 13            | 50m         | 25초 07 준결선 | 테레세 알스함마르                                                                     | 스웨덴         | 2009. 07. 31 | 제13회 세계 수영 선수권 대회         | 이탈리아 로마         | 포로 이탈리코 수영장 |              |        |
| 14            | 100m        | 54초 60        | 그레첸 월시                                                                           | 미국           | 2025. 05. 3  | TYR 프로 스윔 시리즈.                | 미국 포트로더데일     |                      | [ 19 ]       |        |
| 15            | 200m        | 2분 01초 81    | 류쯔거                                                                                | 중국           | 2009. 10. 21 | 제11회 중화인민공화국 전국 체육 대회 | 중국 지난             |                      | [ 20 ]       |        |
| 개인혼영      |             |                |                                                                                       |                |              |                                      |                       |                      |              |        |
| 16            | 200m        | 2분 05초 70    | 서머 매킨토시                                                                         | 캐나다         | 2025. 06. 09 | 예선 대회                            | 캐나다 빅토리아       |                      | [ 21 ]       |        |
| 17            | 400m        | 4분 23초 65    | 서머 매킨토시                                                                         | 캐나다         | 2025. 06. 11 | 예선 대회                            | 캐나다 빅토리아       |                      | [ 22 ]       |        |
| 계영 / 혼계영 |             |                |                                                                                       |                |              |                                      |                       |                      |              |        |
| 18            | 계영 400m   | 3분 27초 96    | 몰리 오캘러헌(52.04)) 샤이나 잭(51.69) 메그 해리스(52.29) 엠마 맥켄(51.90)            | 영국           | 2023. 07. 23 | 세계 수영 선수권 대회                | 일본 후쿠오카         | 후쿠오카 컨벤션 센터 | [ 23 ]       |        |
| 19            | 계영 800m   | 7분 37초 50    | 양위(1:53.66) 샤이나 잭(1:55.63) 브리아나 트로셀(1:55.80) 아리아른 티트머스(1:52.41)  | 영국           | 2023. 07. 27 | 세계 수영 선수권 대회                | 일본 후쿠오카         | 후쿠오카 컨벤션 센터 | [ 24 ]       |        |
| 20            | 혼계영 400m | 3분 49초 34    | 리건 스미스 (57.57) 케이트 더글러스 (1:04.27) 그레첸 월시 (54.98) 토리 허스크 (52.52) | 미국           | 2025. 08. 03 | 년 세계 수영 선수권 대회             | 싱가포르              |                      | [ 25 ]       |        |

### 혼성 계주
| #  | 종목           | 기록    | 선수                                                  | 나라 | 날짜         | 대회명                   | 개최지      | 경기장 | 주석 및 기타 | 동영상 |
| 21 | 수영 계영 400m | 3:18.48 | 잭 카트라이트 카일 찰머스 케이트 더글러스 토리 허스크 | 미국 | 2025. 08. 02 | 년 세계 수영 선수권 대회 | 싱가포르    |        | [ 26 ]       |        |
| 22 | 계영 400m      | 3:37.43 | 라이언 머피 닉 핑크 그레첸 월시 토리 허스크           | 미국 | 2024. 08. 03 | 올림픽 게임              | 프랑스 파리 |        | [ 27 ]       |        |

## 쇼트 코스 (25m)

### 남자
| #             | 종목        | 기록         | 선수                                                                                        | 나라           | 날짜         | 대회명                          | 개최지                | 경기장           | 주석 및 기타 | 동영상 |
| 자유형        |             |              |                                                                                             |                |              |                                 |                       |                  |              |        |
| 01            | 50m         | 19초 90(sf)  | 조던 크룩스                                                                                 | 케이맨 제도    | 2024. 12. 14 | 세계 쇼트 코스 수영 선수권 대회 | 헝가리 부다페스트     | 두나 아레나'     | [ 28 ]       |        |
| 02            | 100m        | 44초 84      | 카일 차머스                                                                                 | 오스트레일리아 | 2021. 10. 29 | 월드컵                          | 러시아 카잔           |                  | [ 29 ]       |        |
| 03            | 200m        | 1분 38초 61  | 루크 홉슨                                                                                   | 미국           | 2024. 12. 15 | 세계 쇼트 코스 수영 선수권 대회 | 헝가리 부다페스트     | 두나 아레나'     | [ 30 ]       |        |
| 04            | 400m        | 3분 32초 25  | 야니크 아넬                                                                                 | 프랑스         | 2012. 11. 15 | 프랑스 챔피언십                 | 프랑스 앙제           |                  | [ 31 ]       |        |
| 05            | 800m        | 7분 20초 46  | 다니엘 위펜                                                                                 | 아일랜드       | 2023. 12. 10 | 유럽 선수권 대회                | 루마니아 오토페니     |                  | [ 32 ]       |        |
| 06            | 1500m       | 14분 06초 88 | 플로리안 웰브록                                                                             | 독일           | 2021. 12. 21 | 수영 월드컵                     | 아랍에미리트 아부다비 |                  | [ 33 ]       |        |
| 배영          |             |              |                                                                                             |                |              |                                 |                       |                  |              |        |
| 07            | 50m         | 22초 11      | 클리멘트 콜레스니코프                                                                       | 러시아         | 2009. 11. 22 | 러시아 챔피언십                 | 러시아 카잔           |                  | [ 34 ]       |        |
| 08            | 100m        | 48초 33      | 콜먼 스튜어트                                                                               | 미국           | 2021. 8. 29  | 국제 수영 리그                  | 이탈리아 나폴리       | 나폴리 수영 센터 | [ 35 ]       |        |
| 09            | 200m        | 1분 45초 63  | 미치 라킨                                                                                   | 오스트레일리아 | 2015. 11. 27 | 호주 수영 선수권                | 오스트레일리아 시드니 |                  | [ 36 ]       |        |
| 평영          |             |              |                                                                                             |                |              |                                 |                       |                  |              |        |
| 10            | 50m         | 24초 95      | 엠레 사크치                                                                                 | 튀르키예       | 2021. 12. 27 | 터키 수영 선수권                | 튀르키예 가지안테프   |                  | [ 37 ]       |        |
| 11            | 100m        | 55초 28      | 일랴 샤이모노비치                                                                           | 벨라루스       | 2021. 11. 26 | 국제 수영 리그                  | 네덜란드 에인트호번   |                  | [ 38 ]       |        |
| 12            | 200m        | 2분 00초 16  | 키릴 프리고다                                                                               | 러시아         | 2018. 12. 13 | 세계 선수권                     | 중국 항저우           |                  | [ 39 ]       |        |
| 접영          |             |              |                                                                                             |                |              |                                 |                       |                  |              |        |
| 13            | 50m         | 21초 32      | 노에 폰티                                                                                   | 스위스         | 2024. 12. 10 | FINA 수영 월드컵                | 헝가리 부다페스트     |                  | [ 40 ]       |        |
| 14            | 100m        | 47초 71      | 노에 폰티                                                                                   | 스위스         | 2024. 12. 14 | 세계 쇼트 코스 수영 선수권 대회 | 헝가리 부다페스트     |                  | [ 41 ]       |        |
| 15            | 200m        | 1분 46초 85  | 혼다 도모루                                                                                 | 일본           | 2022. 10. 22 | 일본 선수권 대회                | 일본 도쿄             |                  |              |        |
| 개인혼영      |             |              |                                                                                             |                |              |                                 |                       |                  |              |        |
| 16            | 100m        | 49초 28      | 케일럽 드레슬                                                                               | 미국           | 2020. 11. 22 | 국제 수영 리그                  | 헝가리 부다페스트     |                  | [ 42 ]       |        |
| 17            | 200m        | 1분 48초 88  | 레옹 마르샹                                                                                 | 프랑스         | 2024. 11. 1  | FINA 수영 월드컵                | 싱가포르 싱가포르     |                  | [ 43 ]       |        |
| 18            | 400m        | 3분 54초 81  | 세토 다이야                                                                                 | 일본           | 2019. 12. 20 | 국제 수영 리그                  | 미국 라스베이거스     |                  | [ 44 ]       |        |
| 계영 / 혼계영 |             |              |                                                                                             |                |              |                                 |                       |                  |              |        |
| 19            | 계영 400m   | 3분 01초 66  | 잭 알렉시(45.05) 루크 홉슨(45.18) 개키런 스미스(46.01) 크리스 줄리아노(45.42)               | 미국           | 2024. 12. 10 | 세계 쇼트 코스 수영 선수권 대회 | 헝가리 부다페스트     | 두나 아레나'     | [ 45 ]       |        |
| 20            | 계영 800m   | 6분 40초 51  | 루크 홉슨(1:38.91) 카슨 포스터 (1:40.77) 셰인 카사스 (1:40.34) 키런 스미스 (1:40.49)        | 미국           | 2024. 12. 13 | 세계 쇼트 코스 수영 선수권 대회 | 헝가리 부다페스트     | 두나 아레나'     | [ 46 ]       |        |
| 21            | 혼계영 400m | 3분 18초 68  | 미론 리핀체프(49.31) 키릴 프리고다 (55.15) 안드레이 미나코프 (48.80) 예고르 코르네프(45.42) | 러시아         | 2024. 12. 15 | 세계 쇼트 코스 수영 선수권 대회 | 헝가리 부다페스트     | 두나 아레나'     | [ 47 ]       |        |

### 여자
| #             | 종목        | 기록         | 선수                                                                                              | 나라           | 날짜         | 대회명                          | 개최지                | 경기장             | 주석 및 기타 | 동영상 |  |
| 자유형        |             |              |                                                                                                   |                |              |                                 |                       |                    |              |        |  |
| 01            | 50m         | 22초 83      | 그레첸 월시                                                                                       | 미국           | 2024. 12. 15 | 세계 선수권 대회                | 헝가리 부다페스트     |                    | [ 48 ]       |        |  |
| 02            | 100m        | 50.25        | 케이트 캠벨                                                                                       | 오스트레일리아 | 2017. 10. 26 | 2017 오스트레일리아 선수권 대회 | 애들레이드            |                    | [ 49 ]       |        |  |
| 03            | 200m        | 1분 50초 31  | 시오반 호기                                                                                       | 홍콩           | 2021. 12. 16 | 세계 쇼트 코스 수영 선수권 대회 | 아부다비              |                    | [ 50 ]       |        |  |
| 04            | 400m        | 3분 50초 25  | 서머 매킨토시                                                                                     | 캐나다         | 2024. 12. 10 | 세계 선수권 대회                | 헝가리 부다페스트     |                    | [ 51 ]       |        |  |
| 05            | 800m        | 7분 57초 42  | 케이티 러데키                                                                                     | 미국           | 2022. 11. 05 | FINA 수영 월드컵                | 미국 인디애나폴리스   |                    |              |        |  |
| 06            | 1500m       | 15분 08초 24 | 케이티 러데키                                                                                     | 미국           | 2022. 10. 29 | FINA 수영 월드컵                | 캐나다 토론토         |                    | [ 52 ]       |        |  |
| 배영          |             |              |                                                                                                   |                |              |                                 |                       |                    |              |        |  |
| 06            | 50m         | 25초 23      | 리건 스미스                                                                                       | 미국           | 2024. 12. 13 | 세계 선수권 대회                | 헝가리 부다페스트     |                    | [ 53 ]       |        |  |
| 07            | 100m        | 54초 02      | 리건 스미스                                                                                       | 미국           | 2024. 12. 15 | 세계 선수권 대회                | 헝가리 부다페스트     |                    | [ 54 ]       |        |  |
| 08            | 200m        | 1분 58초 04  | 리건 스미스                                                                                       | 미국           | 2024. 12. 15 | 세계 선수권 대회                | 헝가리 부다페스트     |                    | [ 55 ]       |        |  |
| 평영          |             |              |                                                                                                   |                |              |                                 |                       |                    |              |        |  |
| 09            | 50m         | 28초 37      | 루타 메일루티테                                                                                   | 리투아니아     | 2022. 12. 17 | 세계 쇼트 코스 수영 선수권 대회 | 오스트레일리아 멜버른 | 멜버른 스포츠 센터 | [ 56 ]       |        |  |
| 10=           | 100m        | 1분 02초 36  | 루타 메일루티테                                                                                   | 리투아니아     | 2013. 10. 12 | FINA 수영 월드컵                | 러시아 모스크바       | 모스크바 수영 센터 | [ 57 ]       |        |  |
| 10=           | 100m        | 1분 02초 36  | 알리아 애킨슨                                                                                     | 자메이카       | 2014. 12. 06 | 2014 세계 수영 선수권 대회      | 카타르 도하           | 도하 수영장        | [ 58 ]       |        |  |
| 10=           | 100m        | 1분 02초 36  | 알리아 애킨슨                                                                                     | 자메이카       | 2016. 8. 26  | FINA 수영 월드컵                | 프랑스 샤르트르       | 샤르트르 수영장    | [ 59 ]       |        |  |
| 11            | 200m        | 2분 12초 50  | 케이트 더글러스                                                                                   | 미국           | 2024. 12. 10 | 세계 선수권 대회                | 헝가리 부다페스트     |                    | [ 60 ]       |        |  |
| 접영          |             |              |                                                                                                   |                |              |                                 |                       |                    |              |        |  |
| 12            | 50m         | 23초 94      | 그레첸 월시                                                                                       | 미국           | 2024. 12. 10 | 세계 선수권 대회                | 헝가리 부다페스트     |                    | [ 61 ]       |        |  |
| 13            | 100m        | 52초 71      | 그레첸 월시                                                                                       | 미국           | 2024. 12. 14 | 세계 선수권 대회                | 헝가리 부다페스트     |                    | [ 62 ]       |        |  |
| 14            | 200m        | 1분 59초 32  | 서머 매킨토시                                                                                     | 캐나다         | 2024. 12. 12 | 세계 쇼트 코스 수영 선수권 대회 | 헝가리 부다페스트     |                    | [ 63 ]       |        |  |
| 개인혼영      |             |              |                                                                                                   |                |              |                                 |                       |                    |              |        |  |
| 15            | 100m        | 55초 98      | 그레첸 월시                                                                                       | 미국           | 2024. 10. 18 | 버지니아 대 플로리다 듀얼 미팅  | 미국 샬러츠빌         |                    | [ 64 ]       |        |  |
| 16            | 200m        | 2분 01초 63  | 케이트 더글러스                                                                                   | 미국           | 2024. 12. 10 | 듀얼 인 더 풀                   | 헝가리 부다페스트     |                    | [ 65 ]       |        |  |
| 18            | 400m        | 4분 15초 48  | 서머 매킨토시                                                                                     | 캐나다         | 2024. 12. 14 | 세계 선수권 대회                | 헝가리 부다페스트     |                    | [ 66 ]       |        |  |
| 계영 / 혼계영 |             |              |                                                                                                   |                |              |                                 |                       |                    |              |        |  |
| 19            | 계영 400m   | 3분 25초 01  | 케이트 더글러스 (50.95) 캐서린 버코프(51.38) 알렉스 샤켈(52.01) 그레첸 월시(50.67)                | 미국           | 2024. 12. 10 | 세계 선수권 대회                | 헝가리 부다페스트     |                    | [ 67 ]       |        |  |
| 20            | 계영 800m   | 7분 30초 13  | 알렉스 월시 (1:53.25) 페이지 매든 (1:53.18) 케이티 그라임스 (1:53.39) 클레어 와인스타인 (1:50.31) | 미국           | 2024. 12. 12 | 세계 선수권 대회                | 헝가리 부다페스트     |                    | [ 68 ]       |        |  |
| 21            | 혼계영 400m | 3분 40초41   | 레건 스미스(54.02) 릴리 킹(1:03.02) 그레첸 월시 (52.84) 케이트 더글라스(50.53)                    | 미국           | 2024. 12. 15 | 세계 선수권 대회                | 헝가리 부다페스트     |                    | [ 69 ]       |        |  |

### 혼성 계주
| #  | 종목            | 기록    | 선수                                                          | 나라   | 날짜         | 대회명           | 개최지                | 경기장 | 주석 및 기타 | 동영상 |
| 22 | 자유형 계영 50m | 1:27.33 | 막심 그루세 플로랑 마노두 베릴 가스탈델로 멜라니 에니크       | 프랑스 | 2022. 12. 16 | 세계 선수권 대회 | 오스트레일리아 멜버른 |        | [ 70 ]       |        |
| 23 | 혼계영 50m      | 1:35.15 | 라이언 머피 닉 핑크 케이트 더글러스 토리 허스크               | 미국   | 2022. 12. 14 | 세계 선수권 대회 | 오스트레일리아 멜버른 |        | [ 71 ]       |        |
| 24 | 혼계영 100m     | 3:30.47 | 미론 리핀체프 키릴 프리고다 아리나 수르코바 다리아 클레피코바 | 러시아 | 2024. 12. 14 | 세계 선수권 대회 | 헝가리 부다페스트     |        | [ 72 ]       |        |

## 세계 기록 보유자들
이 사진들은 현재 세계 기록을 보유한 선수들 중 일부의 사진이다.

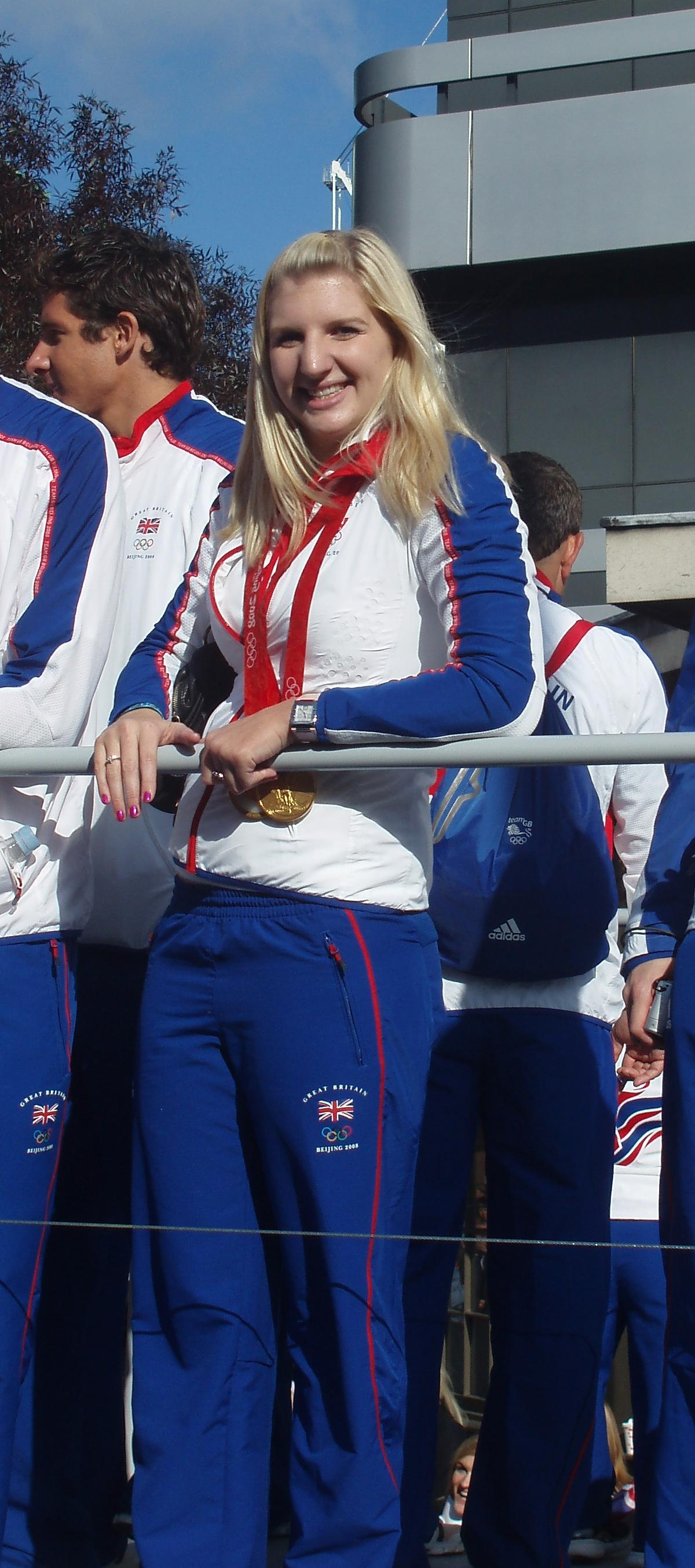
리베카 애들링턴
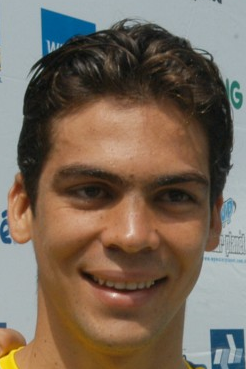
카이우 지 아우메이다
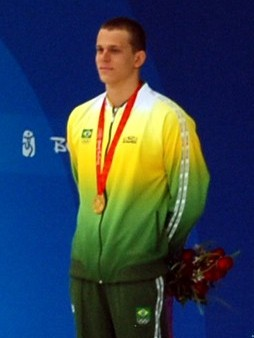
세자르 시엘루 필류
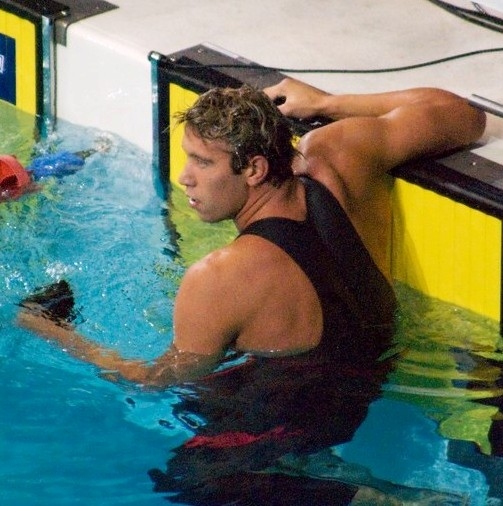
맷 그리버스
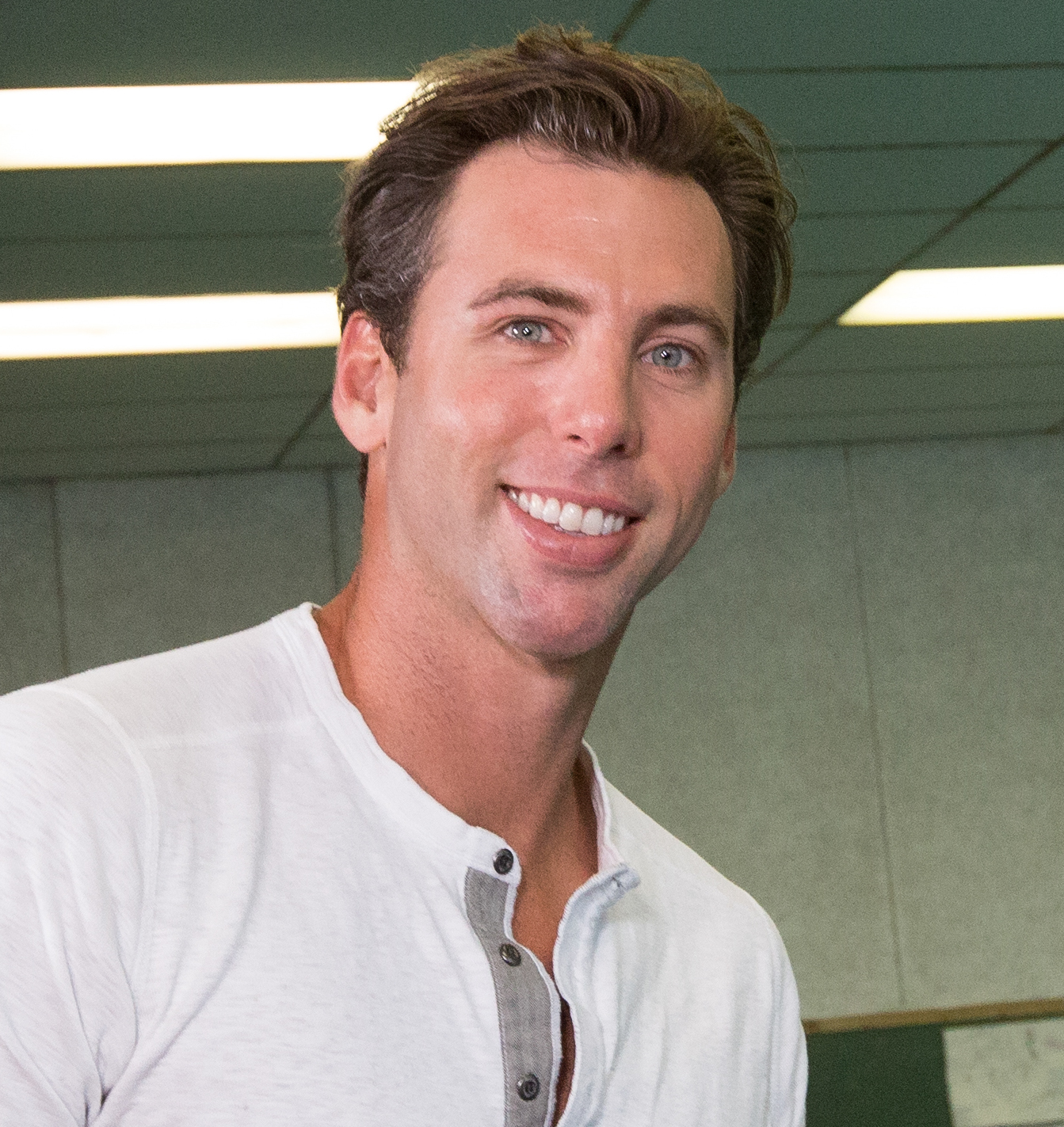
그랜트 해킷
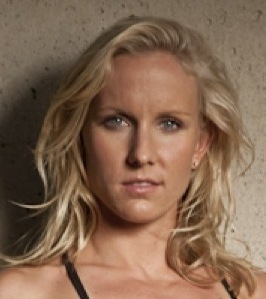
제시카 하디
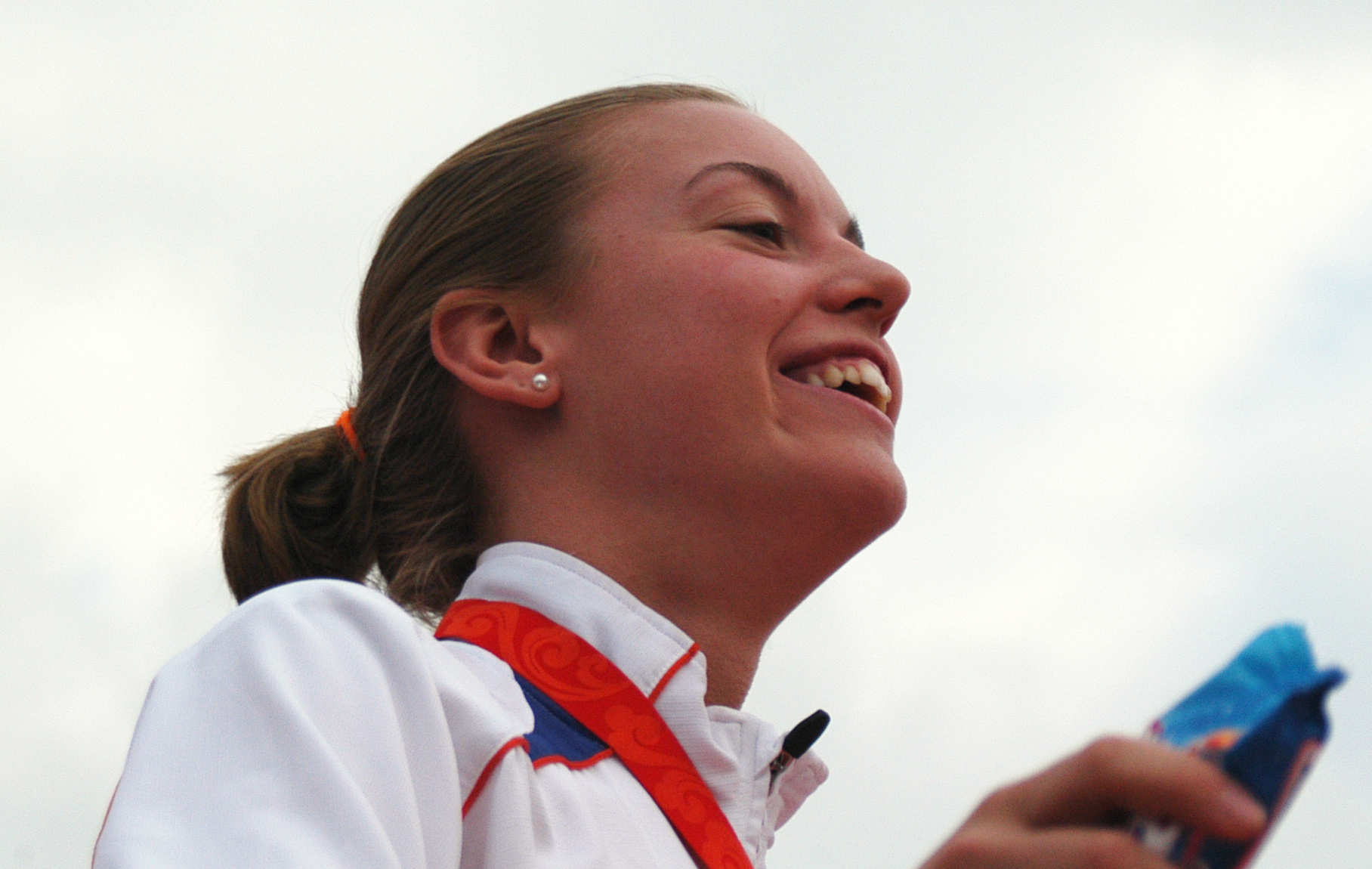
펨커 헤임스커르크
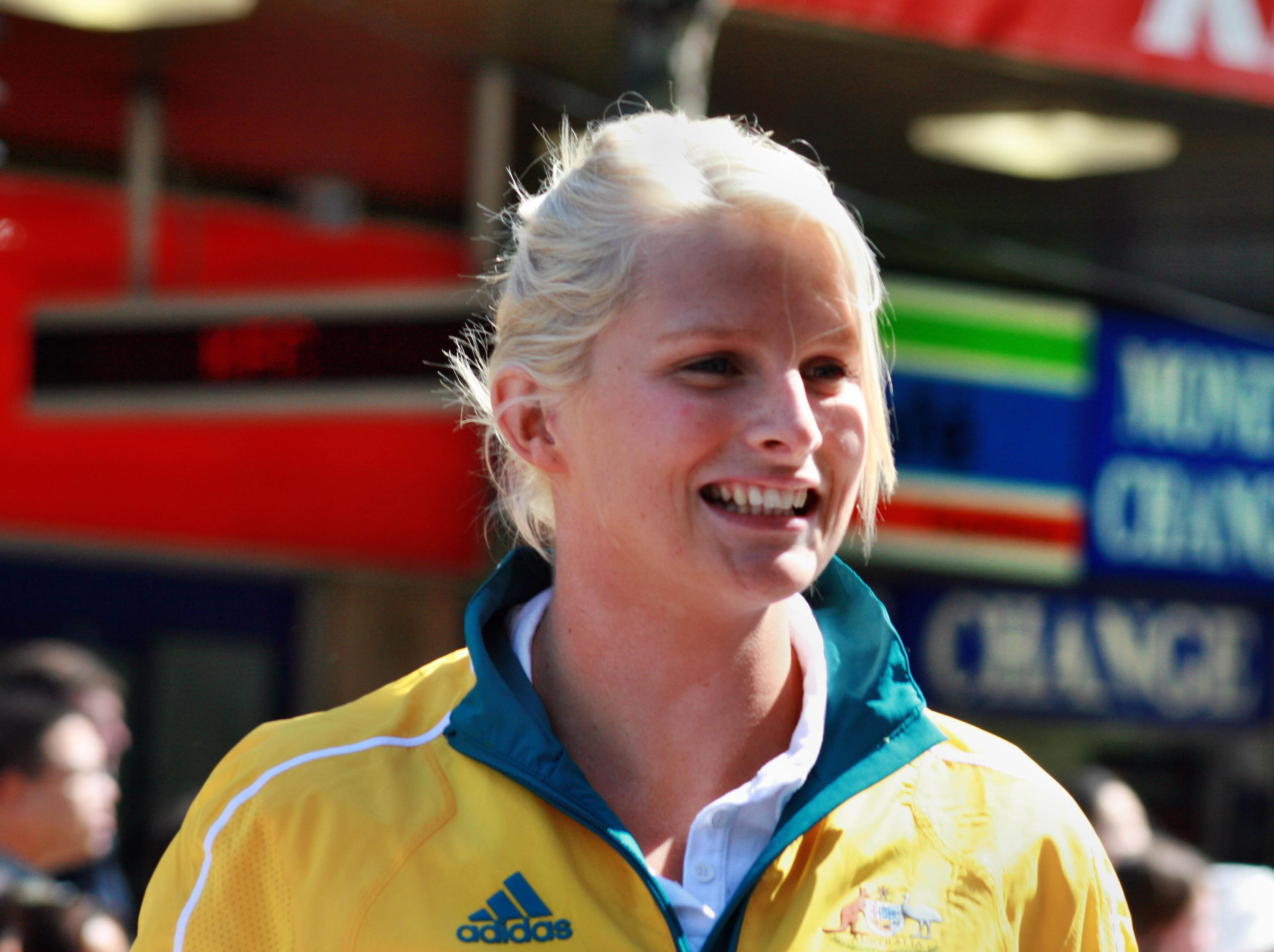
리즐 존스
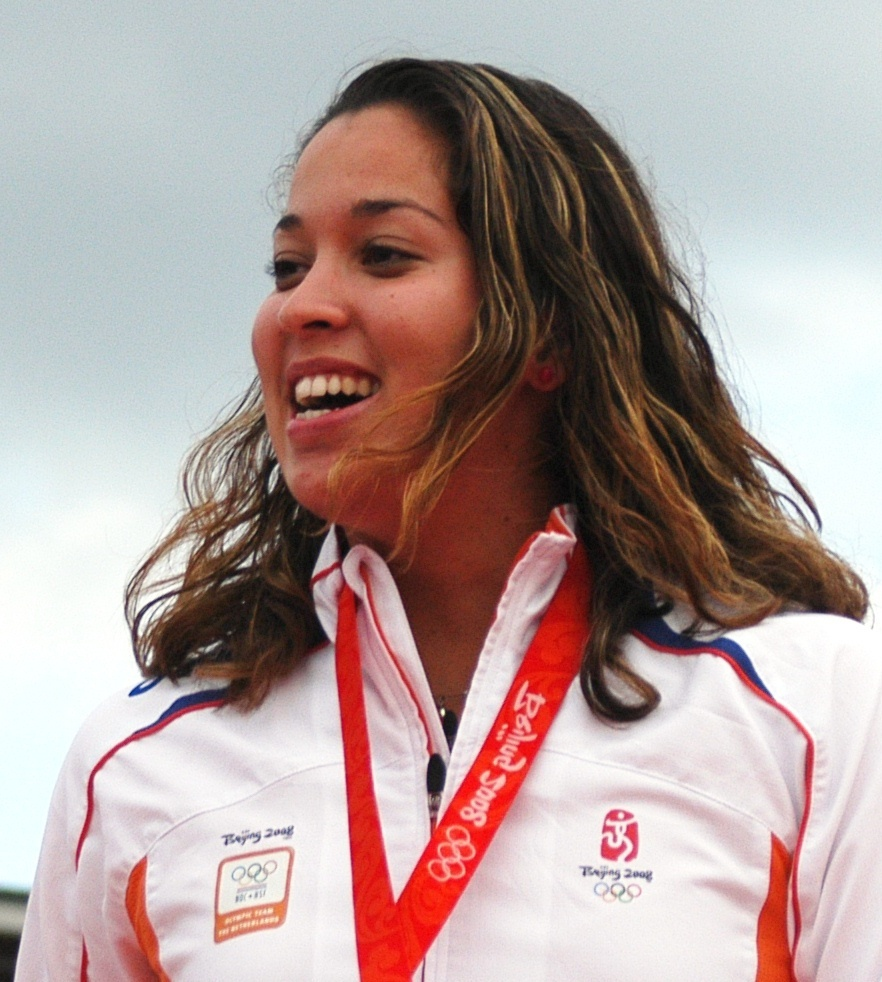
라노미 크로모비조요
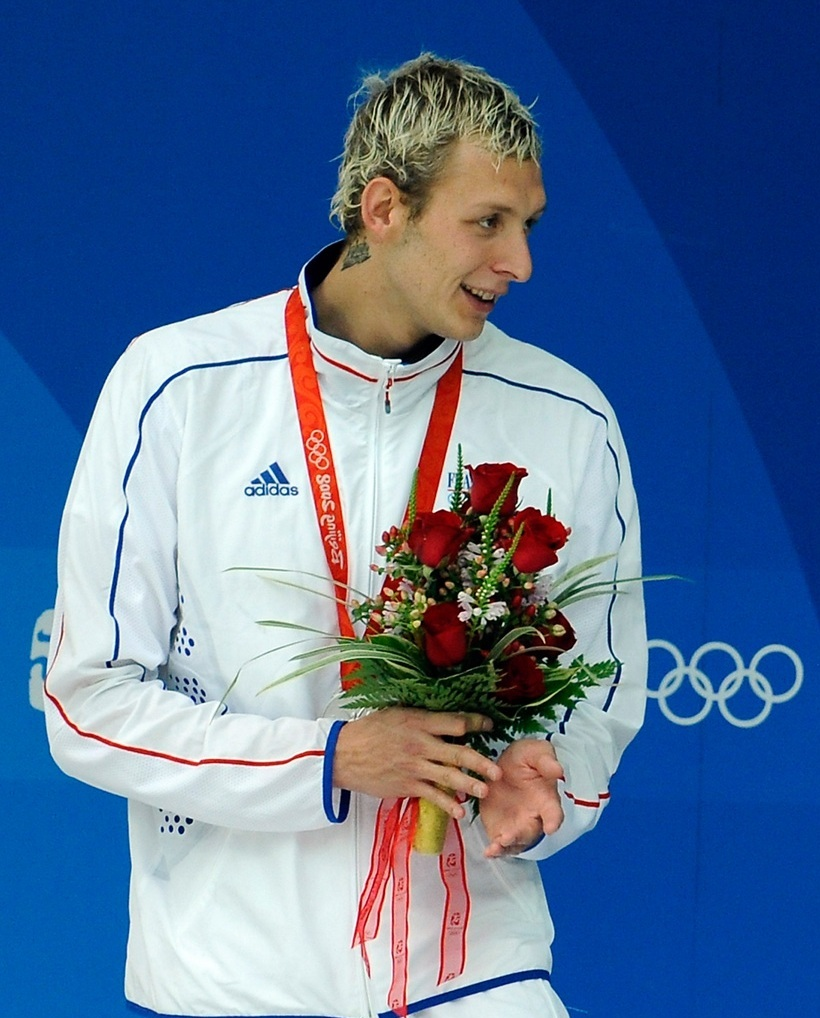
아모리 르보
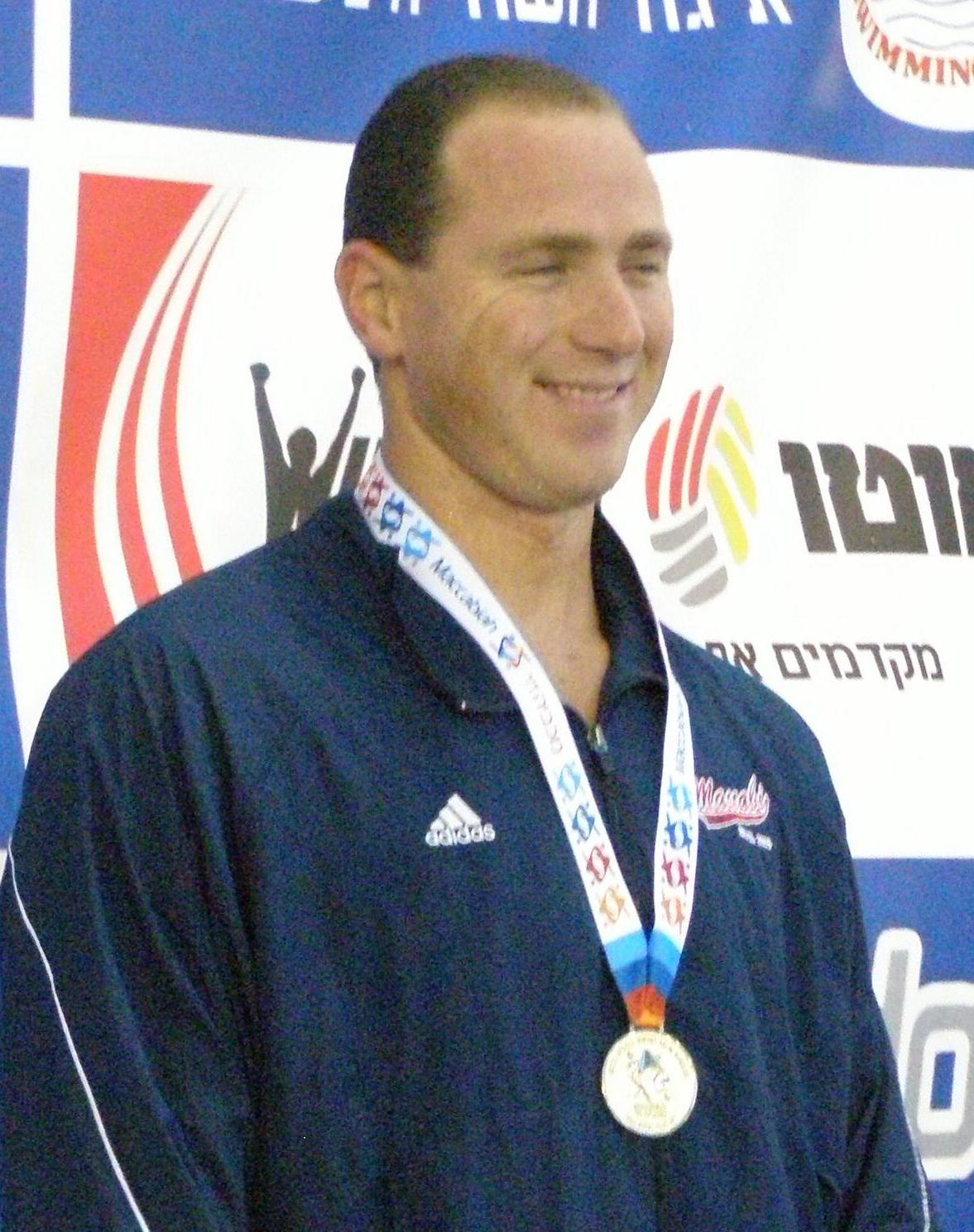
제이슨 리잭
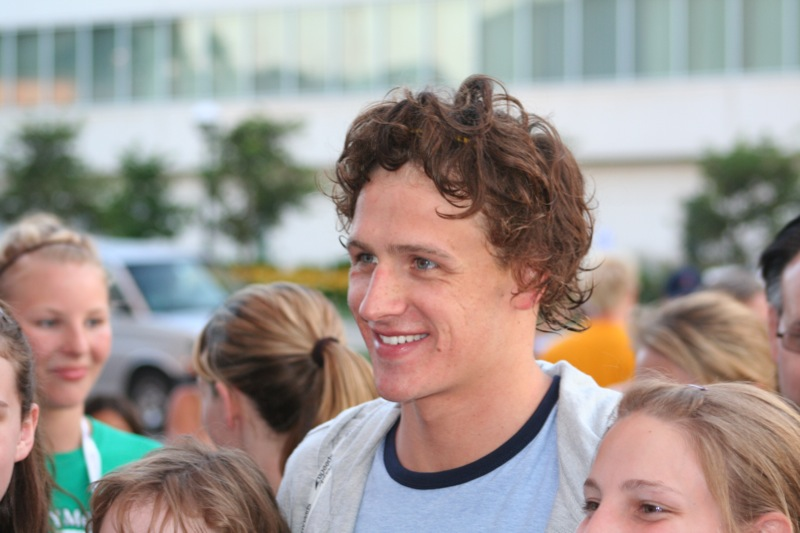
라이언 록티
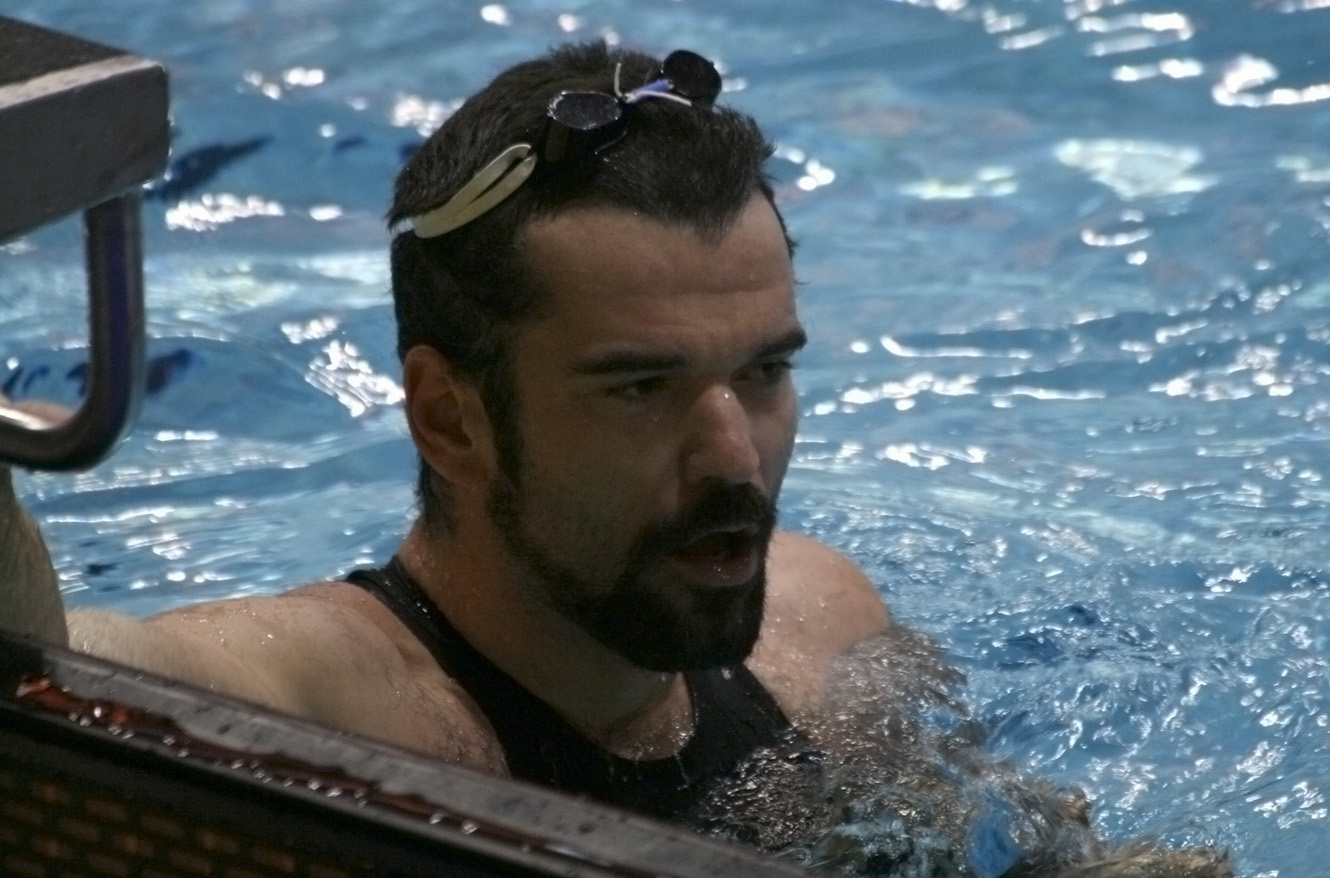
페테르 만코치
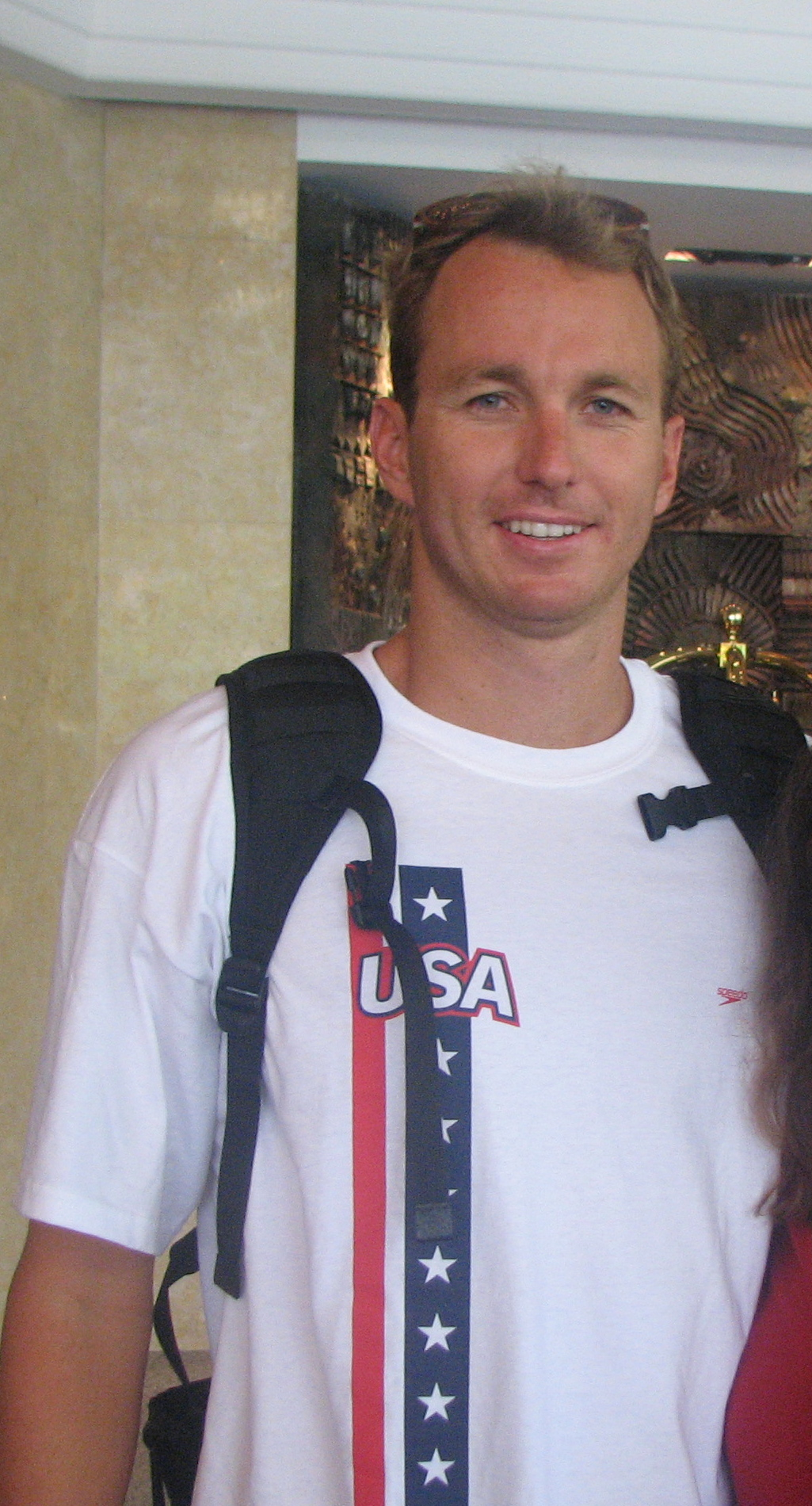
에런 피어솔
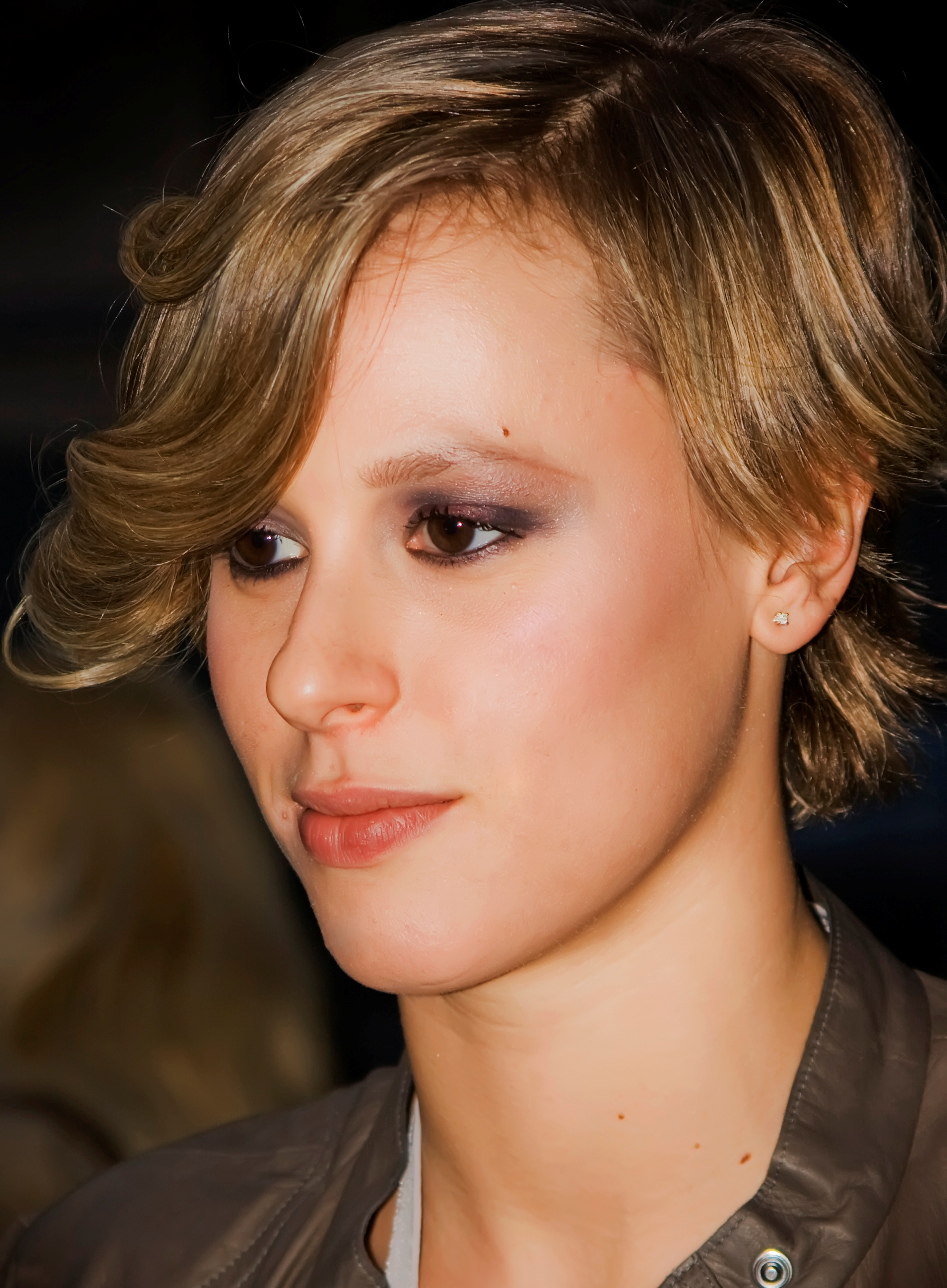
페데리카 펠레그리니
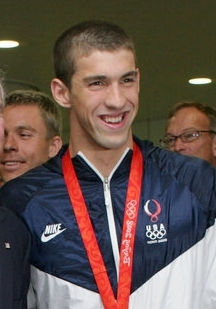
마이클 펠프스
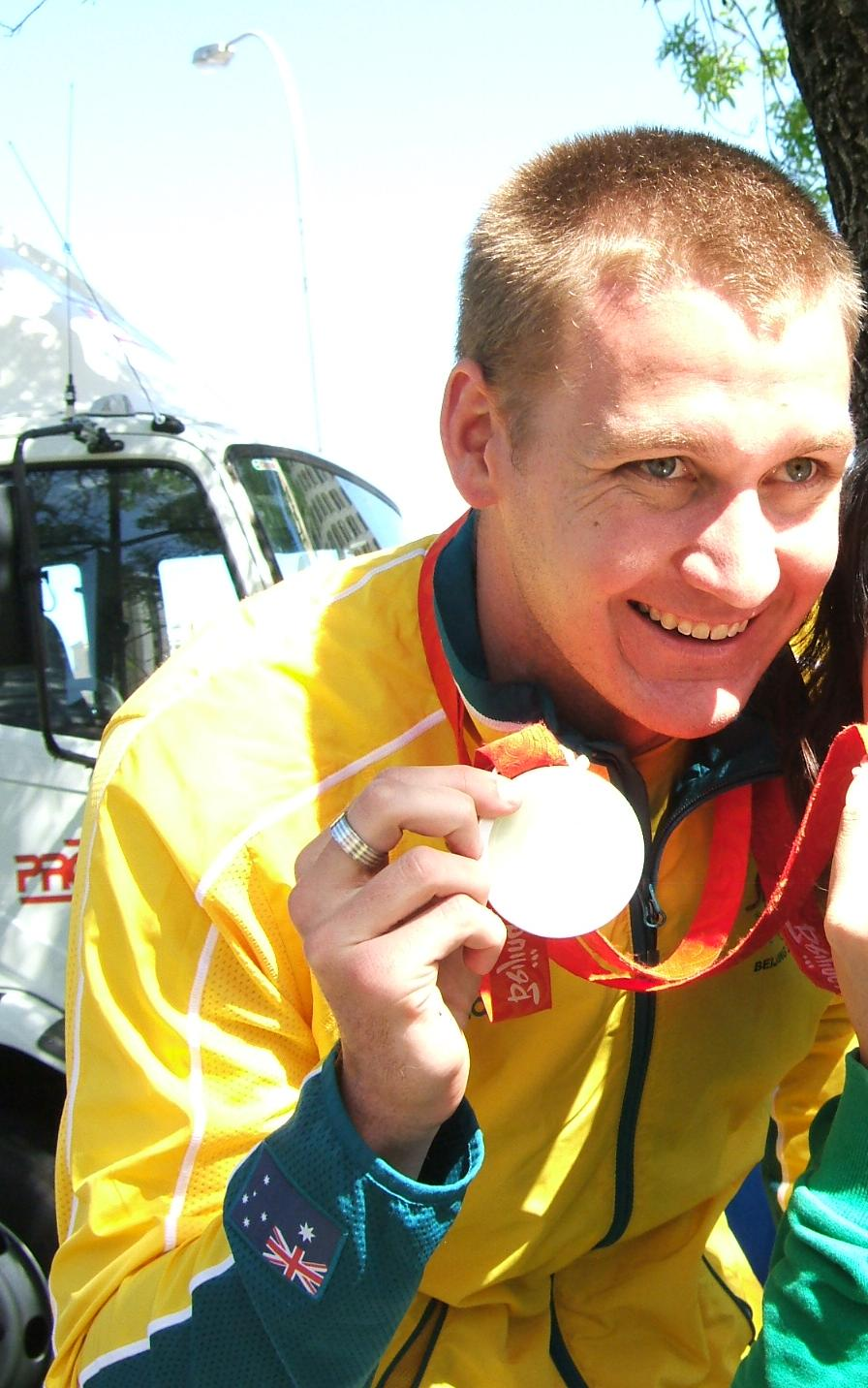
브렌턴 리카드
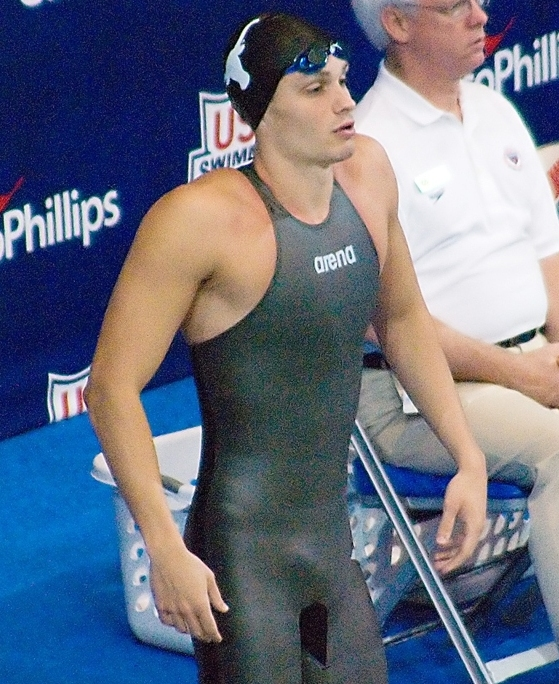
에릭 섄토
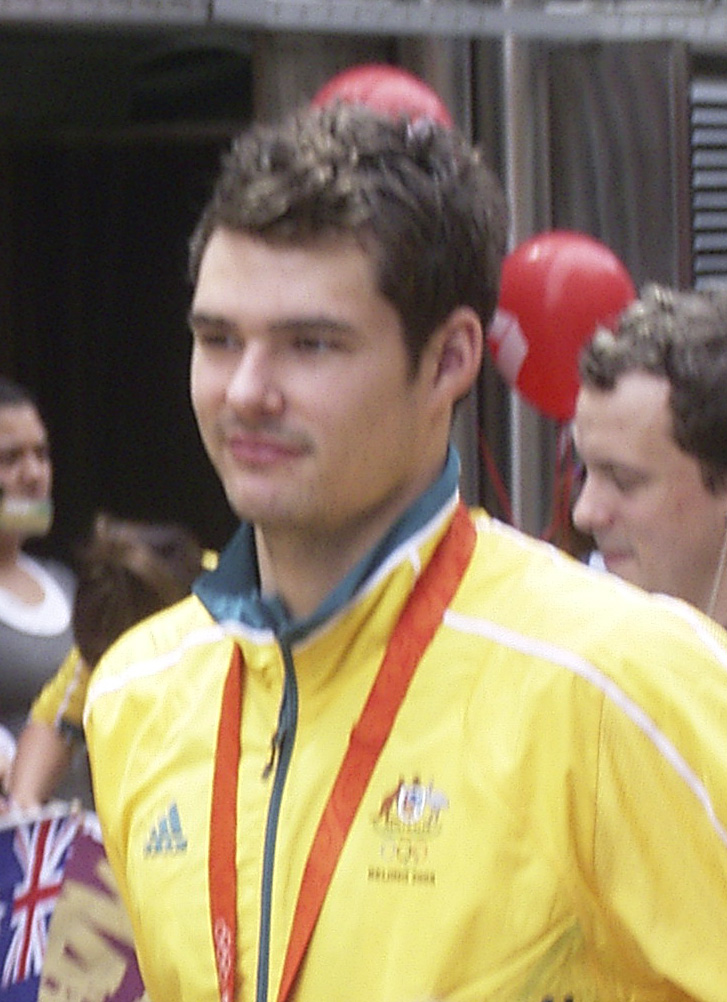
크리스천 스프렌저
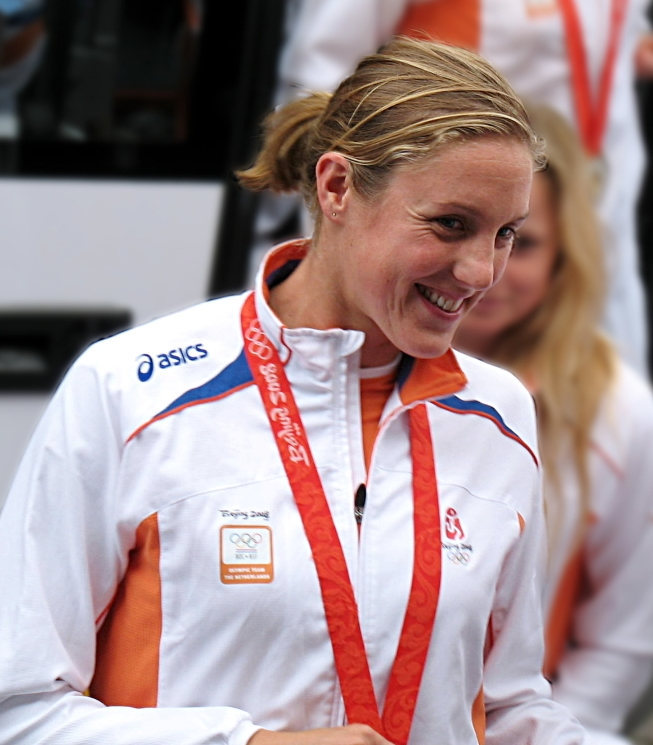
마를레인 펠드하위스

## 같이 보기
- 수영 대한민국 기록